# 보명궁주
보명궁주(寶明宮主)는 법흥왕의 딸 지소태후와 침신(枕臣) 구진(仇珍)의 딸로, 미실과 같이 진흥왕과 진지왕, 진평왕의 후궁이었다. 어머니의 인통을 물려받아 진골정통(眞骨正統)이다.
보명은 본래 진흥왕의 후궁이었는데, 진흥왕의 태자였던 동륜이 미실에 이어 보명궁주를 연모하게 되었다. 보명은 이를 거부하였는데, 동륜이 보명궁의 담장을 넘어 궁주와 교합하게 되었다. 그러나 얼마 후, 밤중에 홀로 보명궁의 담장을 넘던 동륜은 그곳에서 기르던 큰 개에 물려 부상을 입었고, 보명이 그를 안고 궁중으로 들어갔으나 새벽 무렵이 훙서하고 말았다.
이후, 그녀는 진지왕과 관계하여 석명공주를 낳았고, 이후에는 사도태후의 명으로 진평왕을 받들어 양명공주를 낳았다. 양명공주는 미실의 아들인 보종과 결혼하여 보라궁주(태종 무열왕의 첫 번째 부인), 보량궁주를 낳았고, 모종과 결합하여 양도공을 낳았다.

## 가족관계
- 아버지 : 태후의 침신(枕臣) 구진(仇珍)
- 어머니 : 지소태후 (只召太后)
  - 자매 : 숙명궁주(叔明宮主) - 진흥의 후비
  - 자매 : 송화공주(松花公主) - 마야부인의 어머니
  - 자매 : 만호태후(萬呼太后) - 진평의 모후
  - 남편&남매 : 신라 제 24대 왕 진흥왕 (眞興王)
  - 정인 : 진흥왕의 아들 동륜태자 (銅輪)
  - 남편 : 25대 왕 진지왕 (眞智王)
    - 딸 : 석명공주 (昔明公主)
      - 외손녀 : 진평왕 소생의 공주 2명
      - 외손자 : 23대 풍월주 군관공(軍官公)

  - 남편 : 26대 왕 진평왕 (眞平王)
    - 딸 : 양명공주 (良明公主)
      - 외손녀 : 보라궁주, 보량궁주
      - 외손자 : 22대 풍월주 양도공(良圖公)